# Analog-Front-End

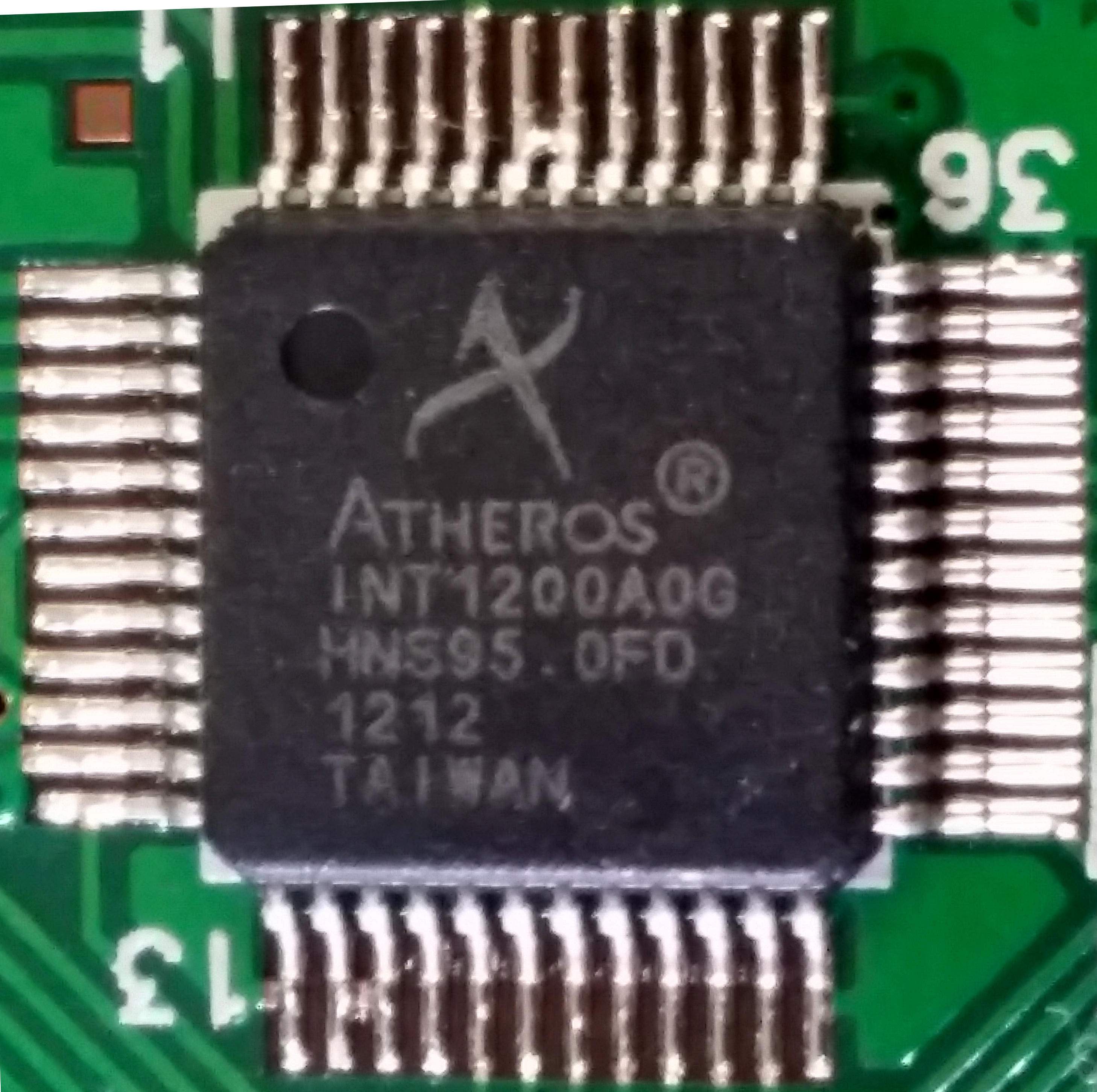
Atheros Intellon 1200 AFE-Chip als AFE für ein INT 5500 PowerLine-IC

Ein Analog-Front-End (AFE) ist ein integrierter Schaltkreis zur Wandlung und Bearbeitung analoger Signale. AFEs werden vorwiegend zur digitalen Aufbereitung der von Sensoren empfangenen Daten eingesetzt. Eine AFE-Schaltung kann dabei unterschiedliche Elemente zum Verstärken, Bearbeiten, Filtern und Aufbereiten von Daten aus verschiedenartigen Signalquellen sowie einen oder mehrere Analog-Digital-Umsetzer enthalten. AFE-Module haben oft mehrere Eingangskanäle.
Beispiele für hochintegrierte AFEs sind:
- die in Medizintechnik und Gesundheitsüberwachung verwendeten ADS1298[1], AFE4400 und AFE4490 von Texas Instruments
- die als AFE-Einheit in Smartmetern verbaute Reihe MCP391x von Microchip,.

Ein diskretes bzw. modulares Design wird von Analog Devices als Circuit Note 0209 vorgeschlagen und vertrieben.